# Scopaeus laevigatus
Scopaeus laevigatus är en skalbaggsart som först beskrevs av Leonard Gyllenhaal 1827.  Scopaeus laevigatus ingår i släktet Scopaeus, och familjen kortvingar. Arten är reproducerande i Sverige.